# Lauren Quigley
Lauren Quigley (ur. 28 lutego 1995 w Stockport) – brytyjska pływaczka specjalizująca się głównie w stylu grzbietowym, dowolnym i zmiennym.

## Życiorys
Lauren Quigley urodziła się 28 lutego 1995 w Stockport w Anglii. Swoją karierę sportową jako pływaczka rozpoczęła w 2011 w wieku 16 lat, występując po raz pierwszy na Mistrzostwach Europy juniorów w pływaniu w Belgradzie w Serbii jako reprezentantka Wielkiej Brytanii, zdobywając srebrny medal w dyscyplinie na 50 metrów stylem grzbietowym.
Trzy lata później wzięła udział w Igrzyskach Wspólnoty Narodów w Glasgow w Szkocji jako reprezentantka Anglii, zdobywając trzy srebrne medale w dyscyplinie na 50 metrów stylem grzbietowym, w sztafecie 4x100 metrów stylem dowolnym razem z Jess Lloyd, Rebeccą Turner i Amelią Maughan (3:40.88 sek.) oraz w sztafecie 4x100 metrów stylem zmiennym razem z Sophie Taylor, Siobhan-Marie O'Connor i Francescą Halsall (3:57.03 sek.).